# غرانت شميت
غرانت شميت هو سياسي كندي، ولد في 21 يوليو 1948. نشط حزبياً في حزب ساسكاتشوان المحافظ التقدمي. وقد انتخب عضو المجلس التشريعي في ساسكاتشوان.